# معتمدية السبالة
معتمدية السبالة إحدى معتمديات الجمهورية التونسية، تابعة لولاية سيدي بوزيد.

### مواضيع ذات علاقة
- ولاية سيدي بوزيد.